# Države članice Evropske unije
Evropska unija (EU) je politična in gospodarska unija 27 držav članic, ki so podpisnice ustanovnih pogodb unije in imajo s tem privilegije in obveznosti članstva. S pogodbami so se dogovorile, da bodo prek institucij Evropske unije delile svojo suverenost v nekaterih, vendar ne vseh, vidikih vladanja. Vlade držav se morajo v Svetu soglasno dogovoriti, da bo unija sprejela nekatere politike; pri politikah kjer soglasnost ni potrebna pa se kolektivne odločitve sprejemajo z glasovanjem s kvalificirano večino. Zaradi teh obveznosti in delitve suverenosti znotraj EU (včasih imenovane nadnacionalna unija) je EU edinstvena med mednarodnimi organizacijami, saj je vzpostavila lasten pravni red, ki je na podlagi določb ustanovnih pogodb pravno zavezujoč in nadrejen vsem državam članicam (po temeljni sodbi Sodišča Evropskih skupnosti leta 1964). Temeljno načelo Unije je načelo subsidiarnosti, kar pomeni, da se odločitve sprejemajo kolektivno, če in samo če jih ni mogoče sprejeti individualno.
Druga pomembna in edinstvena značilnost članstva so komisarji Evropske komisije, ki jih imenujejo vlade vseh držav članic, vendar ne predstavljajo svoje države članice, temveč delujejo skupaj v interesu vseh držav članic.
V petdesetih letih dvajsetega stoletja je šest osrednjih držav (Belgija, Francija, Italija, Luksemburg, Nizozemska in Zahodna Nemčija) ustanovilo predhodnico EU - Evropske skupnosti. Preostale države so pristopile v naslednjih širitvah. Za pristop mora država izpolnjevati gospodarske in politične zahteve, znane kot københavnska merila, ki od kandidatke zahtevajo demokratično vlado in svobodno tržno gospodarstvo, ustrezne svoboščine in institucije ter spoštovanje načel pravne države. Širitev Unije je odvisna tudi od soglasja vseh obstoječih članic in sprejetja obstoječega pravnega reda EU, znanega kot acquis communautaire, s strani kandidatke.
Združeno kraljestvo, ki je pristopilo leta 1973, je 31. januarja 2020 prenehalo biti država članica EU. Nobena druga država članica še ni izstopila iz EU in nobena ni bila suspendirana, čeprav so nekatera odvisna ozemlja ali polavtonomna območja izstopila.

## Seznam
| Ime              | Pridružitev     | Populacija  | Površina (km²) | BDP (US$ M) | BDP (PPP) na preb. | Valuta | Gini       | HDI          | MEP | Jeziki                                                   |
| ---------------- | --------------- | ----------- | -------------- | ----------- | ------------------ | ------ | ---------- | ------------ | --- | -------------------------------------------------------- |
| Avstrija         | 1995            | 8.926.000   | 83.855         | 447.718     | 55.406             | evro   | 291        | 0.922        | 19  | nemščina                                                 |
| Belgija          | Ustanoviteljica | 11.566.041  | 30.528         | 517.609     | 50.114             | evro   | 330        | 0.931        | 21  | nizozemščina francoščina nemščina                        |
| Bolgarija        | 2007            | 6.916.548   | 110.994        | 66.250      | 23.741             | lev    | 292        | 0.816        | 17  | bolgarščina                                              |
| Hrvaška          | 2013            | 4.036.355   | 56.594         | 60.702      | 27.681             | kuna   | 29         | 0.851        | 12  | hrvaščina                                                |
| Ciper            | 2004            | 896.000     | 9.251          | 24.280      | 39.079             | evro   | 312        | 0.887        | 6   | grščina turščina                                         |
| Češka            | 2004            | 10.574.153  | 78.866         | 246.953     | 40.293             | krona  | 258        | 0.900        | 21  | češčina                                                  |
| Danska           | 1973            | 5.833.883   | 43.075         | 347.176     | 57.781             | krone  | 247        | 0.940        | 14  | danščina                                                 |
| Estonija         | 2004            | 1.330.068   | 45.227         | 31.038      | 37.033             | evro   | 360        | 0.892        | 7   | estonščina                                               |
| Finska           | 1995            | 5.527.493   | 338.424        | 269.654     | 49.334             | evro   | 269        | 0.938        | 14  | finščina švedščina                                       |
| Francija         | Ustanoviteljica | 67.439.614  | 632.833        | 2.707.074   | 45.454             | evro   | 327        | 0.901        | 79  | francoščina                                              |
| Nemčija          | Ustanoviteljica | 83.120.520  | 357.386        | 3.863.344   | 53.571             | evro   | 319        | 0.947        | 96  | nemščina                                                 |
| Grčija           | 1981            | 10.682.547  | 131.990        | 214.012     | 29.045             | evro   | 343        | 0.888        | 21  | grščina                                                  |
| Madžarska        | 2004            | 9.730.772   | 93.030         | 170.407     | 32.434             | forint | 300        | 0.854        | 21  | madžarščina                                              |
| Irska            | 1973            | 5.006.324   | 70.273         | 384.940     | 89.383             | evro   | 343        | 0.955        | 13  | angleščina irščina                                       |
| Italija          | Ustanoviteljica | 59.862.348  | 301.338        | 1.988.636   | 40.065             | evro   | 360        | 0.892        | 76  | italijanščina                                            |
| Latvija          | 2004            | 1.893.223   | 64.589         | 35.045      | 30.579             | evro   | 357        | 0.866        | 8   | latvijščina                                              |
| Litva            | 2004            | 2.795.680   | 65.200         | 53.641      | 38.605             | evro   | 358        | 0.882        | 11  | litovščina                                               |
| Luksemburg       | Ustanoviteljica | 633.347     | 25.864         | 69.453      | 112.875            | evro   | 308        | 0.916        | 6   | francoščina nemščina luksemburščina                      |
| Malta            | 2004            | 516.100     | 316            | 14.859      | 43.086             | evro   | 258        | 0.895        | 6   | malteščina angleščina                                    |
| Nizozemska       | Ustanoviteljica | 17.614.840  | 41.543         | 902.355     | 57.101             | evro   | 309        | 0.944        | 29  | nizozemščina frizijščina                                 |
| Poljska          | 2004            | 37.840.001  | 312.685        | 565.854     | 33.739             | zloti  | 349        | 0.880        | 52  | poljščina                                                |
| Portugalska      | 1986            | 10.298.252  | 92,212         | 236.408     | 33.131             | evro   | 321        | 0.864        | 21  | portugalščina                                            |
| Romunija         | 2007            | 19.186.201  | 238.391        | 243.698     | 30.141             | leu    | 315        | 0.828        | 33  | romunščina                                               |
| Slovaška         | 2004            | 5.459.781   | 49.035         | 106.552     | 32.184             | evro   | 258        | 0.860        | 14  | slovaščina                                               |
| Slovenija        | 2004            | 2.108.977   | 20.273         | 54.154      | 38.506             | evro   | 312        | 0.917        | 8   | slovenščina                                              |
| Španija          | 1986            | 47.394.223  | 504.030        | 1.397.870   | 38.143             | evro   | 320        | 0.904        | 59  | španščina galščina katalonščina okcitanščina baskovščina |
| Švedska          | 1995            | 10.370.000  | 449.964        | 528.929     | 52.477             | krona  | 250        | 0.945        | 21  | švedščina                                                |
| Skupaj/Povprečje | N/A             | 447.562.291 | 42.244.884     | 15.687.843  | 35.083             | N/A    | (pov.) 308 | (pov.) 0.897 | 705 | N/A                                                      |

### Oddaljene regije
Obstajajo številna čezmorska ozemlja držav članic, ki so pravno gledano del EU, vendar zanje veljajo določene izjeme zaradi njihove oddaljenosti; glej Združenje čezmorskih držav in ozemelj. V teh »najbolj oddaljenih regijah« se delno uporablja zakonodaja EU in v nekaterih primerih so zunaj schengenskega območja ali območja DDV EU, vendar so pravno gledano znotraj EU. Vse uporabljajo evro kot svojo valuto.
| Teritorij         | Država članica | Lokacija        | Površina km2 | Populacija | BDP na prebivalca (EU=100) | EU območje DDV | Schengensko območje |
| ----------------- | -------------- | --------------- | ------------ | ---------- | -------------------------- | -------------- | ------------------- |
| Azori             | Portugalska    | Atlantski ocean | 2333         | 237.900    | 66,7                       | Da             | Da                  |
| Kansarski otoki   | Španija        | Atlantski ocean | 7447         | 1.715.700  | 93,7                       | Ne             | Da                  |
| Francoska Gvajana | Francija       | Južna Amerika   | 84.000       | 161.100    | 50,5                       | Ne             | Ne                  |
| Gvadelup          | Francija       | Karibi          | 1710         | 425.700    | 50,5                       | Ne             | Ne                  |
| Madeira           | Portugalska    | Atlantski ocean | 795          | 244.800    | 94,9                       | Da             | Da                  |
| Sveti Martin      | Francija       | Karibi          | 52           | 25.000     | 61,9                       | Ne             | Ne                  |
| Martinik          | Francija       | Karibi          | 1080         | 383.300    | 75,6                       | Ne             | Ne                  |
| Mayotte           | Francija       | Indijski ocean  | 374          | 212.645    |                            | Ne             | Ne                  |
| Reunion           | Francija       | Indijski ocean  | 2512         | 837.868    | 61,6                       | Ne             | Ne                  |

### Okrajšave
Okrajšave se uporabljajo kot skrajšani način razvrščanja držav po datumu pristopa.
- EU15 vključuje petnajst držav, ki so k Evropski uniji pristopile od 1. januarja 1995 do 1. maja 2004. EU-15 sestavljajo Avstrija, Belgija, Danska, Finska, Francija, Nemčija, Grčija, Irska, Italija, Luksemburg, Nizozemska, Portugalska, Španija, Švedska in Združeno kraljestvo.
- EU19 vključuje države EU15 ter srednjeevropske države članice OECD: Češko, Madžarsko, Poljsko in Slovaško.[14]
- EU11 se uporablja za srednje-, vzhodnoevropske in baltske države članice, ki so se pridružile leta 2004, 2007 in 2013: leta 2004 Češka, Estonija, Madžarska, Latvija, Litva, Poljska, Slovaška in Slovenija; leta 2007 Bolgarija in Romunija; leta 2013 pa Hrvaška.[15][16]
- EU27 pomeni vse države članice. V tem pomenu se je prvotno uporabljal od leta 2007 do pristopa Hrvaške leta 2013, med pogajanji o brexitu od leta 2017 do izstopa Združenega kraljestva 31. januarja 2020 pa je pomenil vse članice razen Združenega kraljestva.
- EU28 pomeni vse države članice od pristopa Hrvaške leta 2013 do izstopa Združenega kraljestva leta 2020.

Poleg tega se za države, ki imajo omejen dostop do trga dela EU, uporabljajo tudi druge okrajšave.
- A8 je osem od desetih držav, ki so se EU pridružile leta 2004: Češka, Estonija, Madžarska, Latvija, Litva, Poljska, Slovaška in Slovenija.
- A2 sta državi, ki sta se EU pridružili leta 2007, Bolgarija in Romunija.

## Spremembe v članstvu

### Širitev
V skladu s københavnskimi merili je članstvo v Evropski uniji odprto za vse evropske države, ki so stabilne, prosto tržne liberalne demokracije in spoštujejo pravno varstvo in človekove pravice. Poleg tega mora biti pripravljena sprejeti vse obveznosti, ki izhajajo iz članstva, na primer sprejeti vso predhodno dogovorjeno zakonodajo (170.000 strani pravnega reda Skupnosti) in preiti na evro. Za vstop države v Evropsko unijo je potrebna predhodna odobritev vseh sedanjih držav članic. Poleg širitve z dodajanjem novih držav se lahko EU širi tudi s tesnejšim povezovanjem ozemelj držav članic, ki so zunaj EU (glej npr. razpustitev Nizozemskih Antilov), ali z ozemljem države članice, ki se je prej odcepila in se ji nato ponovno pridružila (glej izstop spodaj).

### Izključitev
Določbe o izključitvi države članice ni, vendar pa člen 7 PEU  predvideva začasni odvzem nekaterih pravic. Člen 7, predstavljen v amsterdamski pogodbi določa, da če članica vztrajno krši temeljna načela EU (svoboda, demokracija, človekove pravice itd., opisana v členu 2 PEU), lahko Evropski svet glasuje o začasnem odvzemu vseh pravic članstva, kot sta glasovanje in zastopanje. Za ugotovitev kršitve je potrebno soglasje (brez zadevne države), za sankcije pa le kvalificirana večina.
Zadevno državo še vedno zavezujejo pogodbe o obveznostih, Evropski svet pa lahko z večino spremeni ali odpravi te sankcije. Pogodba iz Nice vključuje preventivni mehanizem, s katerim lahko Evropski svet z večino ugotovi morebitno kršitev in državi priporoči, naj jo odpravi, preden se proti njej sprejme zgoraj opisani ukrep. Vendar pogodbe ne predvidevajo mehanizma za dokončno izključitev države članice.

### Izstop
Pred Lizbonsko pogodbo v nobeni od pogodb Evropske unije ni bilo določbe ali postopka za izstop države članice iz Evropske unije ali njenih predhodnic. Lizbonska pogodba je to spremenila ter prvič vključila določbo in postopek izstopa države članice iz bloka. Postopek izstopa države je opisan v členu 50 PEU, ki tudi jasno določa, da se »vsaka država članica lahko odloči za izstop iz Unije v skladu s svojimi ustavnimi zahtevami«. Čeprav predvideva izstop na podlagi pogajanj med državo, ki se odcepi, in preostalo EU, bi v primeru, da dve leti po tem, ko država, ki se odcepi, sporoči, da namerava izstopiti, ne bi bil dosežen dogovor, zanjo pogodbe v vsakem primeru prenehale veljati (s čimer bi si zagotovila pravico do enostranskega izstopa). Ni uradne omejitve, koliko časa lahko država članica porabi med sprejetjem politike izstopa in dejansko sprožitvijo člena 50.
Združeno kraljestvo je junija 2016 na nezavezujočem referendumu, katerega izid je vlada obljubila uresničiti, izglasovalo izstop iz EU. Vlada Združenega kraljestva je 29. marca 2017 sprožila člen 50. Po daljšem obdobju pogajanj in notranjepolitičnih razprav je Združeno kraljestvo 31. januarja 2020 končno izstopilo iz EU, s čimer se je zaključila prva faza procesa brexita.
Pred letom 2016 še nobena država članica ni glasovala za izstop. Vendar so francoska Alžirija, Grenlandija in Sveti Bartolomej leta 1962, 1985 oziroma 2012 zaradi spremembe statusa prenehale biti del EU (ali njene predhodnice). O položaju Grenlandije, ki je zunaj EU, vendar še vedno podrejena državi članici EU, se je razpravljalo kot o vzorcu za proevropske regije, ki bi v Združenem kraljestvu ostale v EU ali na njenem enotnem trgu.
Poleg formalnega izstopa države članice obstajajo številna gibanja za neodvisnost, na primer v Kataloniji ali Flandriji, ki bi se lahko končala z implementacijo podobnega statusa kot ga ima Grenlandija. Če bi se ozemlje države članice odcepilo, vendar bi želelo ostati v EU, bi moralo po mnenju nekaterih strokovnjakov ponovno zaprositi za članstvo, kot da bi šlo za novo državo, ki bi zaprosila za članstvo. Druge študije pa trdijo, da je notranja širitev pravno izvedljiva, če se v primeru razpustitve ali odcepitve države članice vse nastale države štejejo za države naslednice. Obstaja tudi evropska državljanska pobuda, katere cilj je zagotoviti kontinuiteto pravic in obveznosti evropskih državljanov, ki pripadajo novi državi, nastali z demokratično odcepitvijo države članice Evropske unije.
Do leta 2022 je Združeno kraljestvo edina nekdanja država članica, ki je uradno začela postopek izstopa iz Evropske unije. To se je začelo, ko je vlada Združenega kraljestva po referendumu junija 2016 29. marca 2017 sprožila člen 50 in tako začela izstop Združenega kraljestva iz EU, ki je bil zakonsko predviden za 29. marec 2019. Nato je Združeno kraljestvo zaprosilo za več podaljšanj člena 50 do 31. januarja 2020, ki so bila odobrena. 23. januarja 2020 je sporazum o izstopu ratificiral parlament Združenega kraljestva, 29. januarja 2020 pa še Evropski parlament. Združeno kraljestvo je 31. januarja 2020 ob 23:00 po srednjeevropskem času izstopilo iz EU in s tem končalo 47 let trajajoče članstvo.

## Zastopanje
Vsaka država ima svoje predstavnike v institucijah Evropske unije. Polnopravno članstvo daje vladi države članice sedež v Svetu Evropske unije in Evropskem svetu. Kadar se odločitve ne sprejemajo s soglasjem, se uporablja glasovanje s kvalificirano večino (ki zahteva večino števila držav in prebivalstva, ki ga predstavljajo, vendar lahko zadostna manjšina, ki lahko prepreči sprejetje, vloži veto na predlog). Predsedstvo Svetu Evropske unije se izmenjuje med državami članicami, tako da ima vsaka država šest mesecev časa, da pomaga voditi program EU.
Prav tako se vsaki državi dodelijo sedeži v parlamentu glede na število prebivalcev (manjše države dobijo več sedežev na prebivalca kot večje). Poslanci Evropskega parlamenta so od leta 1979 izvoljeni na splošnih volitvah (pred tem so bili napoteni iz nacionalnih parlamentov).
Nacionalne vlade imenujejo po enega člana v Evropsko komisijo, Evropsko sodišče in Evropsko računsko sodišče. Bodoče komisarje morata potrditi predsednik Komisije in Evropski parlament; bodoče sodnike pa obstoječi člani. V preteklosti so večje države članice dobile dodatnega komisarja, z rastjo organa pa je bila ta pravica odpravljena in vsaka država je danes zastopana enako. Šest največjih držav ima tudi generalnega pravobranilca na Sodišču. Svet Evropske centralne banke sestavljajo guvernerji nacionalnih centralnih bank (ki jih lahko imenuje vlada, lahko pa tudi ne) vseh držav evroobmočja.
Večje države imajo v pogajanjih običajno večjo težo, vendar so lahko manjše države učinkovite nepristranske posrednice, državljani manjših držav pa so pogosto imenovani na občutljive višje položaje, da bi se izognili konkurenci med večjimi državami. To, skupaj z nesorazmerno zastopanostjo manjših držav glede na število glasov in sedežev v parlamentu, daje manjšim državam EU večjo moč vpliva, kot se običajno pripisuje državam njihove velikosti. Vendar v večini pogajanj še vedno prevladujejo večje države. Tradicionalno je bilo predvsem zaradi francosko-nemškega vpliva, vendar se je ta po prihodu novih članic leta 2004 nekoliko zmanjšal (glej G6).

## Suverenost
1. Države članice v skladu s členom 5 ohranijo vse pristojnosti, ki niso s Pogodbama dodeljene Uniji.
2. Unija spoštuje enakost držav članic pred Pogodbama kot tudi njihovo nacionalno identiteto, ki je neločljivo povezana z njihovimi temeljnimi političnimi in ustavnimi strukturami, vključno z regionalno in lokalno samoupravo. Spoštuje njihove temeljne državne funkcije, zlasti zagotavljanje ozemeljske celovitosti, vzdrževanje javnega reda in varovanje nacionalne varnosti. Zlasti nacionalna varnost ostaja v izključni pristojnosti vsake države članice.
3. Unija in države članice se na podlagi načela lojalnega sodelovanja medsebojno spoštujejo in si pomagajo pri izpolnjevanju nalog, ki izhajajo iz Pogodb. Države članice sprejemajo vse splošne ali posebne ukrepe, potrebne za zagotovitev izpolnjevanja obveznosti, ki izhajajo iz Pogodb ali aktov institucij Unije. Države članice podpirajo Unijo pri izpolnjevanju njenih nalog in se vzdržijo vseh ukrepov, ki bi lahko ogrozili uresničevanje ciljev Unije.

– Člen 4 Pogodbe o Evropski uniji
Čeprav so države članice suverene, se unija delno ravna po nadnacionalnem sistemu za tiste funkcije, ki so dogovorjene s pogodbo in se delijo (»pristojnosti, ki s pogodbami niso prenesene na Unijo, ostanejo v pristojnosti držav članic«). Ta praksa, imenovana 'metoda Skupnosti', ki je bila prej omejena na zadeve Evropske skupnosti, se danes uporablja na številnih področjih politike. Kombinirano suverenost vsaka članica prenese na institucije v zameno za zastopanost v teh institucijah. Ta praksa se pogosto imenuje 'združevanje suverenosti'. Te institucije so nato pooblaščene za sprejemanje zakonov in njihovo izvajanje na evropski ravni.
Če država ne ravna v skladu z zakonodajo Evropske unije, se ji lahko izreče globa ali odvzame evropska sredstva.
V nasprotju z nekaterimi mednarodnimi organizacijami EU kot unija držav pri svojem načinu povezovanja »ne poudarja suverenosti ali ločevanja notranjih in zunanjih zadev [in] je postala zelo razvit sistem vzajemnega vmešavanja v notranje zadeve drugih držav, vse do klobas in piva«. Vendar pa je pri vprašanjih obrambe in zunanje politike (pred Lizbonsko pogodbo pa tudi pri policijskih in pravosodnih zadevah) prenos suverenosti manjši, saj se zadeve rešujejo soglasno in s sodelovanjem. Že zelo zgodaj v zgodovini EU je Sodišče Evropskih skupnosti poudarilo edinstveno stanje njene ustanovitve in združevanja suverenosti:
Z ustanovitvijo Skupnosti z neomejenim trajanjem, ki ima lastne institucije, lastno osebnost, lastno pravno sposobnost in sposobnost zastopanja na mednarodni ravni ter zlasti dejanska pooblastila, ki izhajajo iz omejitve suverenosti ali prenosa pristojnosti z držav na Skupnost, so države članice omejile svoje suverene pravice in tako ustvarile pravni red, ki zavezuje njihove državljane in njih same... Prenos pravic in obveznosti po Pogodbi iz njihovega nacionalnega pravnega sistema v pravni sistem Skupnosti pomeni trajno omejitev njihovih suverenih pravic.— Sodišče Evropskih skupnosti 1964, v zvezi s primerom Costa proti ENEL
Vprašanje, ali je pravo Unije nadrejeno državnemu pravu, je predmet razprave. Pogodbe o tem ne odločajo, vendar so sodbe sodišč potrdile nadrejenost prava EU nad nacionalnim pravom, kar je potrjeno v izjavi, priloženi Lizbonski pogodbi (v predlagani evropski ustavi bi bilo to v celoti zapisano). Pravni sistemi nekaterih držav, kot sta Francija in Italija, izrecno sprejemajo razlago Sodišča, vendar na Poljskem ta ne prevlada nad državno ustavo, kar npr. velja za Nemčijo. Natančna področja, na katerih so države članice prenesle zakonodajno pristojnost na Unijo, so naslednja. Vsako področje, ki ni omenjeno, ostaja v pristojnosti držav članic.

### Pristojnost
IV terminologiji EU izraz 'pristojnost' pomeni 'pooblastilo ali odgovornost za ukrepanje'. Spodnja tabela prikazuje, kateri vidiki upravljanja so izključno v pristojnosti kolektivnega delovanja (prek Komisije) in kateri so v večji ali manjši meri deljeni. Če vidik ni naveden v spodnji tabeli, ostaja v izključni pristojnosti države članice. Morda najbolj znan primer je obdavčitev, ki je še vedno stvar državne suverenosti.
| Izključna pristojnost |

| Deljena pristojnost |

| Podporna pristojnost |

| Unija ima izključno pristojnost za sprejemanje direktiv in sklepanje mednarodnih sporazumov, če je to določeno v zakonodajnem aktu Unije, kar zadeva ... |
| - carinsko unijo - vzpostavitev konkurenčnih pravil, potrebnih za delovanje notranjega trga - monetarno politiko za države članice, katerih valuta je evro - ohranjanje morskih bioloških virov v okviru skupne ribiške politike - skupno trgovinsko politiko - sklenitev nekaterih mednarodnih sporazumov |

| Države članice ne morejo izvajati pristojnosti na področjih, na katerih je to storila Unija, kar zadeva ... |
| - notranji trg - socialne politike za vidike, opredeljene v Konsolidirani pogodbi - ekonomsko, socialno in teritorialno kohezijo - kmetijstvo in ribištvo, razen ohranjanja morskih bioloških virov - okolje - varstvo potrošnikov - prevoz - vseevropska omrežja - energijo - območje svobode, varnosti in pravice - skupna varnostna vprašanja v zvezi z javnim zdravjem za vidike, opredeljene v tej pogodbi |

| Izvajanje pristojnosti Unije ne sme povzročiti, da se državam članicam prepreči izvajanje pristojnosti v zvezi z … |
| - raziskavami, tehnološkim razvojem in vesoljem - razvojnim sodelovanjem, humanitarno pomočjo                      |

| Unija usklajuje politike držav članic ali izvaja dopolnila k njihovim skupnim politikam, ki niso zajeta drugje v … |
| - usklajevanju gospodarskih, zaposlitvenih in socialnih politik - skupni zunanji, varnostni in obrambni politiki   |

| Unija lahko izvaja ukrepe za podporo, usklajevanje ali dopolnjevanje ukrepov držav članic na področju …                                                                                                 |
| - varovanja in izboljšanja zdravja ljudi - industrije - kulture - turizma - izobraževanja, mladine, športa in poklicnega usposabljanja - civilne zaščite (preprečevanja nesreč) - upravnega sodelovanja |

### Pogojna vzajemna podpora
Zaradi evropske dolžniške krize so nekatere države članice evroobmočja dobile finančno pomoč drugih članic preko evropskega instrumenta za finančno stabilnost in evropskega mehanizma za finančno stabilizacijo (leta 2013 ga je nadomestil evropski mehanizem za stabilnost), vendar je bila ta pomoč pogojena s pogoji. Grčija je zaradi dolžniške krize sprejela obsežen varčevalni načrt, vključno s privatizacijo in prodajo državnega premoženja, v zameno za finančno pomoč. Da bi Grčija izpolnila pogoje, ki jih je postavila evropska trojka (ECB, MDS, Komisija), so grškim vladnim ministrstvom zagotovili »obsežno tehnično pomoč« Evropske komisije in drugih držav članic. Nekateri, med njimi predsednik Euroskupine Jean-Claude Juncker, so izjavili, da bo »suverenost Grčije močno omejena.« Položaj držav, ki so prejele finančno pomoč (Grčija, Portugalska in Irska), je bil opisan kot varovanec ali protektorat EU, nekateri, na primer Nizozemska, pa so pozivali k formalizaciji položaja.

## Integracija več hitrosti
Model Evrope dveh (ali več) hitrosti je koncept fleksibilnega povezovanja Evrope. V njem je zapisano, da državam članicam Evropske unije ni nujno, da se že od začetka strinjajo z vsemi nadaljnjimi integracijskimi koraki, ampak da so možne različne ravni sodelovanja. Deloma model vključuje tudi evropske države, ki niso članice EU, zlasti v zvezi z razpravami o sosedski politiki in širitvi EU. Zato vse evropske države nimajo vedno enake stopnje integracije, ampak v različnem obsegu sodelujejo na določenih področjih politike. Ideja o povezovanju več hitrosti je za nekatere, vključno z nekadnjim predsednikom Evropske komisije Jean Claudea Junckerja, ki menijo, da razdvaja evropski projekt, in za druge, kot so manj integrirane države, ki menijo, da bi ostale v ozadju, sporna. Vendar pa jo drugi, kot je francoski predsednik Emmanuel Macron, podpirajo, saj menijo, da pospešuje integracijo.

### Okrepljeno sodelovanje
Obstaja več različnih oblik tesnejšega povezovanja v običajnem okviru EU in zunaj njega. Glavni mehanizem je okrepljeno sodelovanje, pri katerem lahko devet ali več držav izkoristi napredek struktur EU na področju, na katerem niso pripravljene sodelovati vse države. Primer tega je Evropski javni tožilec. Podoben mehanizem je stalno strukturno sodelovanje na področju obrambe, v okviru katerega večina držav EU sodeluje na fleksibilien način pri obrambnem sodelovanju. Drugi projekti, kot je evropski fiskalni pakt, potekajo med članicami EU, vendar kot ločena medvladna pogodba zunaj uradnih struktur EU.

### Pravica do izvzetja iz prava EU
Nekatere države so v EU manj integrirane kot druge. V večini primerov zato, ker so te države pridobile pravico do izvzetja z določenega področja politike. Med najbolj opaznimi je izstop iz ekonomske in monetarne unije ter (ne)sprejetje evra kot edine zakonite valute. Večina držav zunaj evroobmočja je dolžna uvesti evro, ko so na to pripravljene, vendar je Danska (in pred brexitom Združeno kraljestvo) pridobila pravico, da ohrani svojo neodvisno valuto, dansko krono.
Irska ne sodeluje v Schengenskem sporazumu. Danska je izvzeta iz skupne varnostne in obrambne politike; Danska in Irska sta izvzeta iz policijskih in pravosodnih zadev, Poljska pa je izvzeta iz Listine o temeljnih pravicah.

## Politični sistemi
Sprejem nove države v Unijo je omejen na liberalne demokracije. Freedom House, neprofitna ameriška vladna organizacija, vse države EU ocenjuje kot popolnoma svobodne volilne demokracije. Vse razen štirih so uvrščeni na najvišjo oceno 1,0. Vendar pa natančen politični sistem države ni omejen, saj ima vsaka država svoj sistem, ki temelji na njenem zgodovinskem razvoju.
Več kot polovica držav članic—15 od 27—so parlamentarne republike, šest držav pa je ustavnih monarhij, kar pomeni, da imajo monarha, čeprav politično oblast izvajajo izvoljeni politiki. Večina republik in vse monarhije imajo parlamentarni sistem, v katerem ima vodja države (predsednik ali monarh) pretežno ceremonialno vlogo z rezervnimi pooblastili. To pomeni, da je večina oblasti v rokah tako imenovanega predsednika vlade, ki je odgovoren nacionalnemu parlamentu. V petih preostalih republikah velja polpredsedniški sistem, v katerem si pristojnosti delita predsednik in predsednik vlade, v eni republiki pa velja predsedniški sistem, v katerem je predsednik hkrati vodja države in vlade.
Parlamentarna struktura v državah članicah je različna: 15 enodomnih nacionalnih parlamentov in 12 dvodomnih parlamentov. Predsednik vlade in vlada sta običajno neposredno odgovorna neposredno izvoljenemu spodnjemu domu in potrebujeta njegovo podporo, da ostaneta na položaju—izjemi sta Ciper in Francija s predsedniškima sistemoma. Zgornji domovi so v različnih državah članicah sestavljeni različno: lahko so neposredno izvoljeni, kot poljski senat, posredno izvoljeni, na primer s strani regionalnih zakonodajnih teles, kot avstrijski zvezni svet, ali pa niso izvoljeni, vendar predstavljajo določene interesne skupine, kot slovenski državni svet. Na vseh volitvah v državah članicah se uporablja določena oblika proporcionalne zastopanosti. Najpogostejša vrsta proporcionalne zastopanosti je sistem strankarskih list.Razlike so tudi v stopnji samouprave podregij države članice. Večina držav, zlasti manjših, je unitarnih, kar pomeni, da je vsa glavna politična moč skoncentrirana na nacionalni ravni. 9 držav dodeljuje moč več lokalnim ravnem oblasti. Avstrija, Belgija in Nemčija so popolne federacije, kar pomeni, da imajo njihove regije ustavno avtonomijo. Danska, Finska, Francija in Nizozemska so federacije, kar pomeni, da imajo nekatere regije avtonomijo, večina pa ne. Španija in Italija imata sistema devolucije, kar pomeni, da regijam zagotavljata avtonomijo, vendar si nacionalna vlada pridržuje zakonsko pravico, da jo prekliče.
Države, kot je Francija, imajo številna čezmorska ozemlja, ki so ostala od nekdanjih imperijev.

## Povezovanje med državami
Številne sosednje tuje države so močno povezane z EU, kar je podobno elementom članstva. Po odločitvi Norveške, da se ne pridruži EU, je ostala ena od članic Evropskega gospodarskega prostora (EGP) prek Evropskega združenja za prosto trgovino (EFTA), ki vključuje tudi Islandijo, Lihtenštajn in Švico. Švica je zavrnila članstvo v EGP. EGP povezuje te države s trgom EU in nanje razširja t.i. štiri svoboščine. V zameno plačujejo članarino in morajo sprejeti večino področij zakonodaje EU (na katere nimajo neposrednega vpliva). Demokratične posledice tega so komentatorji opisali kot »faks demokracijo« (čakanje na nove zakone, poslane po faksu iz Bruslja, namesto da bi sodelovali pri njihovem oblikovanju).
Drugačen primer je Bosna in Hercegovina, ki je pod mednarodnim nadzorom. Visoki predstavnik za Bosno in Hercegovino je mednarodni upravitelj, ki ima široka pooblastila nad Bosno in Hercegovino, da bi zagotovil spoštovanje mirovnega sporazuma. Visoki predstavnik je tudi predstavnik EU in ga v praksi imenuje EU. Ker je Bosna in Hercegovina v tej vlogi in ker je njena glavna želja pridružitev EU, je de facto postala protektorat EU. Imenovani predstavnik EU ima pooblastila za sprejemanje zakonodaje ter odpuščanje izvoljenih uradnikov in javnih uslužbencev, kar pomeni, da ima EU večji neposredni nadzor nad Bosno in Hercegovino kot njene države. Po mnenju nekaterih opazovalcev je njena državna zastava podobna zastavi EU.
Podobno kot Bosna in Hercegovina je tudi Kosovo pod močnim vplivom EU, zlasti po de facto prenosu pristojnosti ZN na EU. V teoriji Kosovo nadzorujejo misije EU, ki usposabljajo pravosodje in policijo ter pomagajo pri vzpostavljanju državnih institucij. Vendar ima misija EU določena izvršilna pooblastila v državi in je odgovorna za ohranjanje stabilnosti in reda. Tako kot Bosna in Hercegovina je bil tudi Kosovo označeno za »protektorat EU«.
Vendar pa obstaja tudi izraz pridruženi član, ki je v veliki meri izginil. Občasno se uporablja za države, ki so z EU podpisale pridružitveni sporazum. Pridruženo članstvo ni uradna razvrstitev in državi ne daje pravice do zastopanja pravic prostega gibanja, ki jo omogoča polnopravno članstvo. Izraza v sodobnem kontekstu skorajda ne poznamo, uporabljal pa se je predvsem v zgodnejših obdobjih EU z državami, kot sta Grčija in Turčija. Pridružitveni sporazum Turčije je bil Sporazum iz Ankare iz leta 1963, kar pomeni, da je Turčija tega leta postala pridružena članica. Sedanji pridružitveni sporazumi vključujejo stabilizacijsko-pridružitvene sporazume z državami zahodnega Balkana; te države niso več imenovane »pridružene članice«.